# 徐善述
徐善述，字好古，江浙行省台州路天台縣（今浙江省天台縣）人，明朝政治人物。
洪武年间，其行歲貢法，进入太学，后授桂陽州學正。永乐初年，以國子监博士升春坊司直郎。其为皇太子朱高炽所敬重，每次见面后均称“先生”，并曾赐酒与诗。后升任左贊善，因连坐被杀。后赠太子少師，謚文肅。